# آمازونیت
آمازونیت  (به انگلیسی: Amazonite و گاهی Amazonstone) با فرمول شیمیایی K[AlSi3O8] نوعی میکروکلین و از مجموعه فلدسپات های پتاسیک است. اولین بار در منطقه آمازون شناسایی شده‌است. محلول در HFو قلیاهای الکالن ٪ .۷۲K2O:۱۶٫۹۳٪ Al2O۳:۱۸٫۳۵٪ SiO۲:۶۴ باانکلوزیونهای Na,Fe,Ca,Rb برای اولین بار در آمریکا کشف شد و از نظر شکل بلور: منشوری - قرصی شکل - ماکله، رنگ: آبی-قرمز، شفافیت: غیر شفاف - نیمه کدر، شکستگی: نامنظم، جلا: شیشه‌ای - صدفی، رخ: کامل - مطابق با سطح و در رده‌بندی سیلیکات است همچنین خاصیت مغناطیسی ندارد و منشأ تشکیل آن ماگمایی - پگماتیتی است.
همایند کانی‌شناسی (پارانژ) آن مشابه میکروکلین و ارتوز -  است، از نظر ژیزمان بلوری - آگرگات دانه‌ای - توده‌ای کمیاب است و بیشتر در اتریش، آمریکا، روسیه، برزیل، ماداگاسکار، موزامبیک، نامبیا و هند یافت می‌شود.

## نگارخانه

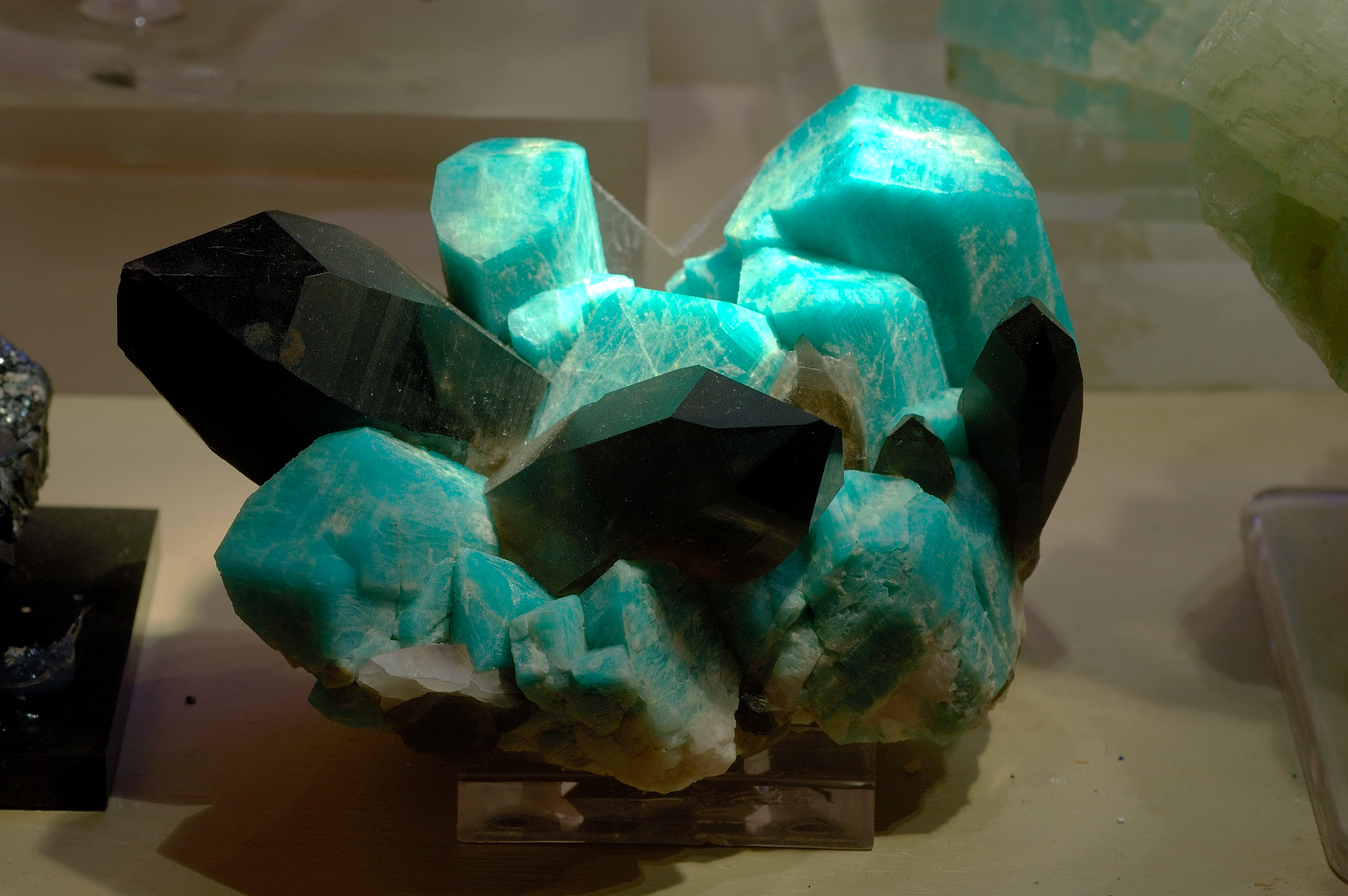
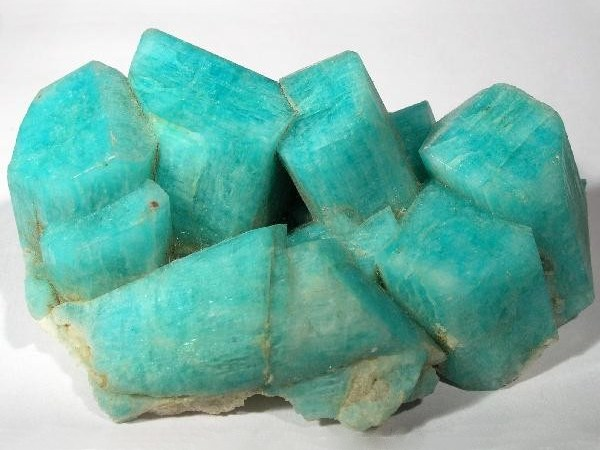
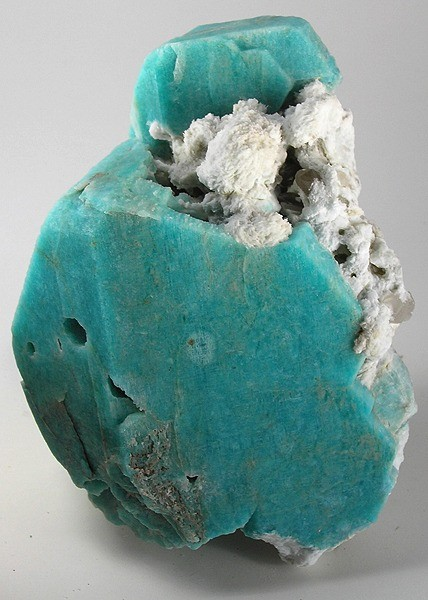